# Cabo Polonio
Cabo Polonio ist ein kleiner Fischer- und Badeort im Departamento Rocha an der Atlantikküste Uruguays.

## Lage
Der Ort Cabo Polonio liegt auf einem Felsplateau an der Atlantikküste im Südosten des Departamentos Rocha, zwischen den Badeorten Valizas und La Pedrera, etwa 260 km von der Hauptstadt Montevideo entfernt. Seine Entfernung zur nördlich gelegenen Grenze des Nachbarlandes Brasilien beträgt rund 60 Kilometer. Der Ort liegt an der Spitze einer sichelförmigen Halbinsel, die in den Atlantik ragt. Ihre dem offenen Ozean zugewandte Seite bietet durch die Brandung und ihre Wellen hervorragende Möglichkeiten zum Surfen. Die Bucht auf der Innenseite der Halbinsel ist mit ihren geschützten Sandstränden ein beliebter Badeort. 
Cabo Polonio ist weder an das Straßennetz noch an die öffentliche Versorgung mit Elektrizität und Wasser angeschlossen. Man erreicht den Ort von der 7 km entfernten Hauptstraße Ruta 10 „Juan Díaz de Solís“ zu Fuß, mit Pferden oder mit Allradfahrzeugen. Die Gegend soll auch zukünftig nicht elektrifiziert werden, um so ihren „wilden“ und ursprünglichen Zustand zu bewahren.

## Geschichte
Im Gebiet um Cabo Polonio finden sich mehr als 4.000 Jahre alte Spuren von Siedlungen der Ureinwohner (Charrúas, Yaros, Guanaes, Chanaes). Die Halbinsel erhielt ihren Namen jedoch erst im 16. Jahrhundert. Namensgeber war Juan Díaz de Solís, der während seiner Expedition auf der Suche nach einem westlichen Seeweg nach Indien die Halbinsel im Januar des Jahres 1516 entdeckte und ihr den Namen „Cabo Apolonio“ („Apollo Kap“) gab. Daraus entstand im Laufe der Zeit der Name „Cabo Polonio“. Einem weiteren Teilnehmer dieser Expedition, Francisco de Torres, verdanken die drei vorgelagerten „Torres–Inseln“ ihren Namen, da dessen Karavelle dort 1516 sank. Francisco de Torres war später einer der wenigen Überlebenden dieser Expedition, die ihr Ende am Río de la Plata fand.
Die erste Besiedelung der Halbinsel geht ebenfalls auf einen Schiffbruch zurück. Am 31. Januar 1753 strandete an dieser Stelle der Kapitän und Eigner Joseph Polonio mit seiner spanischen Galeone „Nuestra Señora del Rosario, Señor San Joseph y las Animas“ auf dem Weg von Cádiz nach Buenos Aires. Auf Grund der Namensähnlichkeit gehen einige Quellen noch heute davon aus, dass der Ort nach diesem Kapitän benannt wurde. An Bord des Schiffes befanden sich 318 Personen, von denen ein Teil auf der Halbinsel blieb und dort zu siedeln begann.  
Im Verlauf der europäischen Besiedelung Uruguays im 19. Jahrhundert, in deren Folge auch die letzten Charrúas ausgerottet wurden, kamen vor allem Robbenfänger und Fischer nach Cabo Polonio.

## Sehenswürdigkeiten

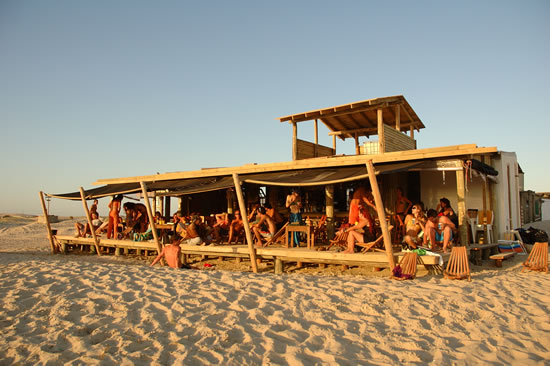
Strandbar in Cabo Polonio

Zu den größten Attraktionen des Ortes zählen seine geschützten Strände, die von großen Wanderdünen eingerahmt werden. Diese erreichen eine Höhe von bis zu 50 m und zählen zu den größten Südamerikas. Das Hinterland zeugt mit seinen unberührten Hügeln ("monte nativo" bzw. "monte autóctono") und seinen vielen kleinen Feuchtgebieten vom früheren Aussehen der Küstenlandschaft Uruguays. Schon von weitem sichtbar findet sich hier auch eines der Landessymbole – die Zweihäusige Kermesbeere – die in Uruguay auch als Ombúbaum bezeichnet wird.
An der Spitze der Halbinsel befindet sich der im Jahr 1881 in Betrieb genommene Faro de Cabo Polonio. Das auf einem Hügel gelegene Leuchtfeuer stellt für die Seefahrt eine wichtige Orientierungshilfe in dem durch zahlreiche Inseln und Unterwasserfelsen gefährlichen Seegebiet dar. Seine Reichweite beträgt 21,80 Seemeilen. Er sendet sein Lichtsignal alle 12 Sekunden. Davon inspiriert, verfasste Jorge Drexler im Jahr 2006 das Album „12 Sekunden der Finsternis“ (12 segundos de oscuridad). Im Jahr 1976 wurde der Leuchtturm unter Denkmalschutz gestellt. Bis zum Jahr 1907 war die Betreiberfirma des Leuchtturms auch verantwortlich für die Jagd auf die hier zahlreich vorkommenden Robbenarten. Eine der weltweit größten Seelöwen-Kolonien befindet sich auf den der Küste vorgelagerten Torres- und Castillo-Grande-Inseln. Ebenso kann man hier Wale und Delfine besichtigen.

## Nationalpark

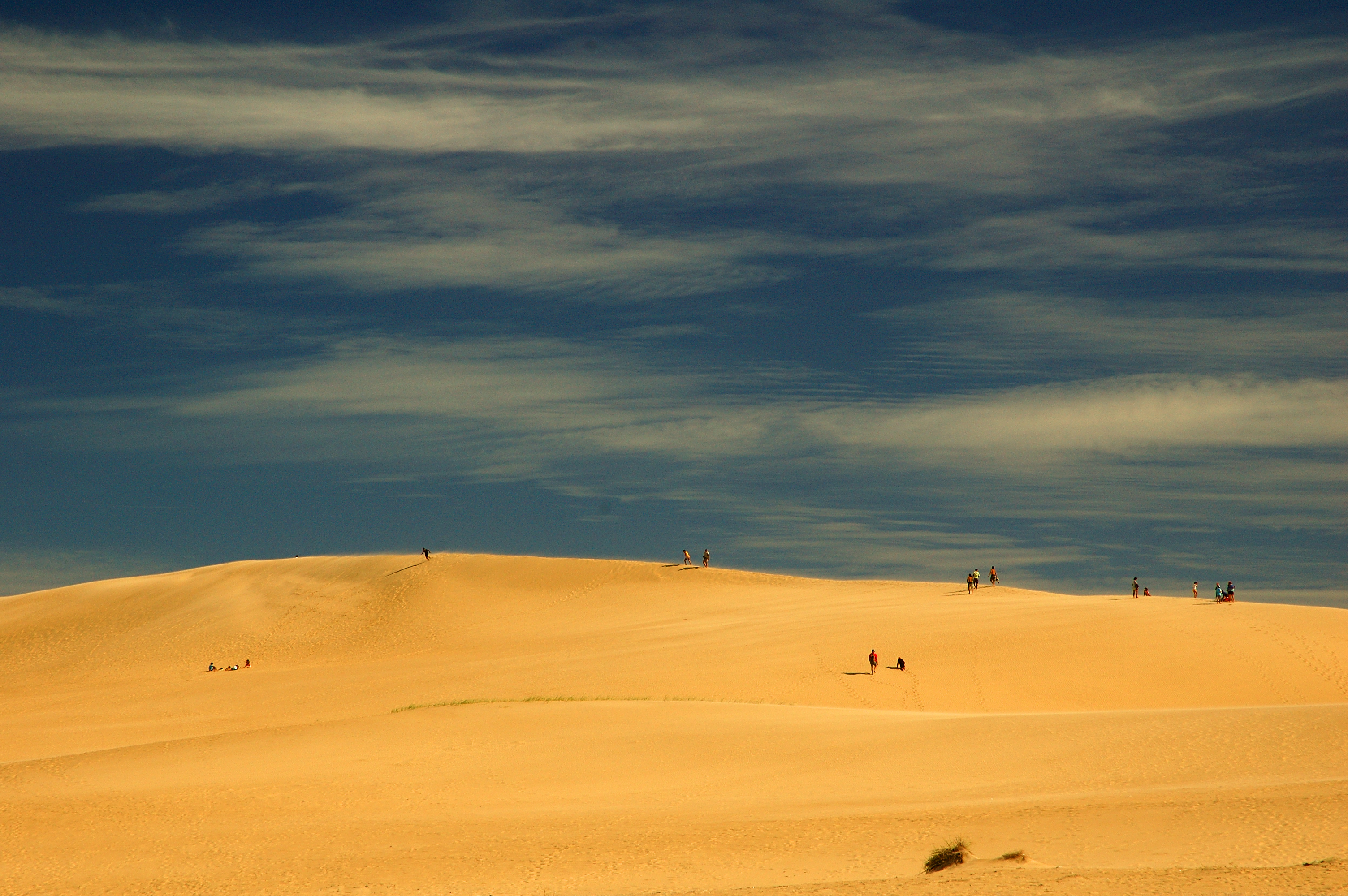
Wanderdüne bei Cabo Polonio

Die Bemühungen zum Schutz der Flora und Fauna rund um Cabo Polonio haben bereits eine lange Geschichte. So wurden das Flusstal des Arroyo Valizas und Cabo Polonio im September 1942 zu „Waldreservaten“ ("Reserva Forestal") erklärt. Die Wanderdünen zwischen der Halbinsel und Punta del Diablo deklarierte man im Juli 1966 zu „Naturdenkmälern“ ("Monumento Natural"). Die Region um Cabo Polonio gehörte auch zum „Reserva de Biosfera Bañados del Este“, das 1976 in das UNESCO-Programm „Mensch und Biosphäre“ („Man and Biosphere“) aufgenommen wurde. Schließlich erklärte man im Mai 1984 die Region zum „Feuchtgebiet von internationaler Bedeutung“ gemäß der Ramsar-Konvention. Ein weiteres Dekret zum Naturschutz aus dem Jahr 1992 schloss neben der „Laguna de Castillos“ und „Aguas Dulces“ auch Cabo Polonio ein. 
Trotz dieser zahlreichen Bemühungen um den Schutz der Kulturlandschaft und des einzigartigen Ökosystems konnte nicht verhindert werden, dass es durch den sich stark ausbreitenden Tourismus und seiner damit einhergehenden zügellosen Bebauung sowie der unkontrollierten Forstwirtschaft zu einer zunehmenden Verschlechterung für Flora und Fauna kam. Während der Militärdiktatur von 1973 bis 1985 wurden große Anstrengungen zur Aufforstung der Wanderdünen unternommen, die teilweise bereits zu ihrem Verschwinden führten. Daher wurde durch ein Dekret vom 20. Juli 2009 die Gegend um Cabo Polonio zum Nationalpark erklärt und in das "Nationale System geschützter Gebiete" ("Sistema Nacional de Áreas Protegidas") aufgenommen. 
Dieser geschützte Bereich schließt mit den drei Torres–Inseln "La Rasa", "La Encantada" und "El Islote" sowie den Inseln des Castillo Grande "Isla Seca" und "Isla del Marco" das Küstengewässer innerhalb von 5 Seemeilen ein. Es wird im Norden durch den Fluss Arroyo Valizas und im Westen durch die Ruta 10 begrenzt. Seine etwa 18 km lange Küstenlinie erstreckt sich im Süden bis zu Grundstück Nr. 1.577, während im Osten die Fünfmeilenzone die Nationalparksgrenze bildet.

## Einwohner
Die Einwohnerzahl des Ortes ist gleichbleibend klein. Hauptsächlich leben hier Fischer, Handwerker und das Personal des Leuchtturms. In der touristischen Hochsaison von Januar bis März haben mehrere Restaurants, Gaststätten und Gästehäuser  geöffnet.
Cabo Polonio hatte bei der Volkszählung im Jahr 2011 95 Einwohner, davon 60 männliche und 35 weibliche.
| Jahr | Einwohner |
| ---- | --------- |
| 1963 | 58        |
| 1975 | 36        |
| 1985 | 53        |
| 1996 | 103       |
| 2004 | 72        |
| 2011 | 95        |

Quelle: Instituto Nacional de Estadística de Uruguay